# Dasia
Dasia là một chi của thằn lằn thuộc họ Scincidae. Chúng là các loài đặc hữu châu Á.

## Loài
Theo The Reptile Database:
- Dasia griffini Taylor, 1915
- Dasia grisea (Gray, 1845)
- Dasia haliana (Haly & Nevill, 1887)
- Dasia johnsinghi Harikrishnan, Vasudevan, De Silva, Deepak, Kar, Naniwadekar, Lalremruata, Prasoona & Aggarwal, 2012
- Dasia nicobarensis Biswas & Sanyal, 1977
- Dasia olivacea Gray, 1839
- Dasia semicincta (Peters, 1867)
- Dasia subcaeruleum (Boulenger, 1891)
- Dasia vittata (Edeling, 1865)